# Église Sainte-Clotilde (Le Bouscat)
Pour les articles homonymes, voir Église Sainte-Clotilde.
L'église Sainte-Clotilde est une église catholique située au Bouscat, en France.

## Localisation
L'église est située dans le département français de la Gironde, sur la commune du Bouscat.

## Historique
Sur l'emplacement d'une chapelle datant de 1820, l'église Sainte-Clotilde a été construite entre 1852 et 1854 par l'architecte Durassié, dans un style néo-roman.
En 1963, l'église est agrandie par la juxtaposition d'une construction moderne contre le bas-côté gauche, de sorte que la partie ancienne (appelée désormais "petite église") est désormais située au fond de la "grande église". La partie ancienne a été conservée.
L'orgue a été livré le 29 novembre 1899 par Auguste Commaille et restauré en 1985 par Alain Faye.
Conformément à la loi de 1905, L'église appartient à l'archevêché de Bordeaux. Affectée au culte catholique, elle est rattachée, avec l'église Saint-Pierre de Bruges, à l'ensemble pastoral Bordeaux Boulevard.